# Bracon variabilis
Bracon variabilis är en stekelart som beskrevs av Gaspard Auguste Brullé 1846. Bracon variabilis ingår i släktet Bracon och familjen bracksteklar. Inga underarter finns listade.